# دكتور فيت
دكتور فيت واحد من أبطال دي سي كوميكس المميزين، والذي ظهر للمرة الأولى في العدد رقم 55 من سلسلة More Fun Comics في مايو 1940 وقد ظهرت الشخصية في تجسيدات مختلفة، فقد حمل اسم “دكتور فيت” العديد من الشخصيات في عالم دي سي كوميكس، وهم نسل من السحرة. ما يميز الشخصية هي الخوذة المميزة التي تسمى Fate أو القدر، وقد عثر عليها أول من حمل اسم دكتور فيت في مقبرة الإله البابلي نابو الحكيم وقد دربه الإله بنفسه على السحر ووهبه الزي الذهبي المميز الذي يرتديه بجانب الخوذة، والتي تهب من يرتديها – بجانب القدرة على إطلاق التعاويذ السحرية – القوة الخارقة والقدرة على الطيران وقراءة الأفكار والتحكم في الأشياء عن بعد والتلاعب بالبرق. يأخذ سحر الدكتور فيت شكل الرموز الفرعونية القديمة مثل رمز عنخ أو مفتاح الحياة و هكذا! ظهرت في دي سي كومكس لأول مرة في مايو 1940. الشخصية من تأليف غاردنر فوكس وهوارد شيرمان.
علي الرغم ان دكتور فيت من DC يبدو كنسخة من شخصية مارفل دكتور سترينج ، الا ان دكتور فيت ظهر بالفعل في القصص المصورة قبل أكثر من عشرين عامًا من ظهور Doctor Strange لأول مرة. وعلى الرغم من أن دكتور فيت ليس اسمًا مألوفًا ورائجا مثل بعض أقرانه ، إلا أنه بالتأكيد يتمتع بتاريخ حافل يضعه مع قائمة افضل ابطال عالم DC.
علي الرغم من تأخر شخصية دكتور فيت من الظهور في افلام DC، الا انه اخيرا قد حاز علي الممثل الذي يليق باداء الدور، Pierce Brosnan او كما عرفناه في سلسلة افلام جيمس بوند، اعتقد أن الشخصية ستحظى بقدر لا بأس به من الاهتمام من المعجبين – سواء كانوا عاديين أو من مشجعين DC على حد سواء.
اول ضهور لدكتور فيت
ظهر دكتور فيت لأول مرة في عام 1940 ،  في واحد من اعداد More Fun Comics رقم 55 من تأليف Jerry Siegel و Bernard Baily. والتي كانت في الاصل مجلة قصص مصورة بأسم New Fun Comics ، كان More Fun Comics أول مجلة تم نشرها من الشركة التي أصبحت فيما بعد DC Comics.
في هذا العدد ، يحاول الشرير Wotan قتل Inza Cramer ،حبيبة دكتور فيت. يحرر دكتور فيت Inza من الشرير قبل الانخراط في قتال سريع مع Wotan يؤدي إلى قتل دكتور فيت تقريبًا. يعد Doctor Fate هو السوبر هيرو الأول من نوعه في قائمة السحر والغيبيات ، وهو مثال كلاسيكي على بطل خارق يتمتع بقدرات ما وراء الطبيعة، وبفضل دكتور فيت اصبح هذا النوع من الشخصيات شائع جدًا في القصص المصورة الآن.
عضو في مجتمع العداله
كواحد من أقدم الشخصيات في دي سي دي سي كوميكس ، فمن المنطقي أن دكتور فيت كان عضوًا رئيسيًا في فريق الأبطال الخارقين الأول الذي تم تجميعه على الإطلاق: جمعية العدل الأمريكية او Justice Society. فريق JSA واحد من أكثر فرق الأبطال الخارقين تأثيرًا ، وقد اجتمعوا لأول مرة في All-Star Comics # 3.
يضم الفريق إلى جانب دكتور فيت شخصيات سوبر هيرو أسطورية أخرى ، بما في ذلك Flash Jay Garrick الأصلي و Green Lantern Alan Scott و Hawkman و Spectre. يتضمن عدد الكوميكس ثماني قصص قصيرة – واحدة لكل عضو في JSA. في قصة Fate ، تأتي امرأة عبر صندوق بني غامض يعطيها اماكنية رؤية رؤي دكتور فيتFate
قوة دكتور فيت من الخوذة
في حين أن مضيفي Doctor Fate غالبًا ما يكون لديهم شغف بالمعرفة السحرية ، فإن القوة السحرية المذهلة لـ Doctor Fate لا تأتي مباشرةً من مضيفين مثل Kent Nelson. تُعرف أيضًا باسم خوذة نابو البابلي ، ويستمد دكتور فيت قوتة من الخوذة.
تم وصف خوذة Doctor Fate في ظهورها الأول ، وقد صممها نابو جنبًا إلى جنب مع تميمة أنوبيس وعباءة القدر. عندما مات نابو ، تم امتصاص روحه في هذه العناصر ، مما سمح له بالعيش من خلال مضيفيه. يقع على عاتق كينت نيلسون بصفته مضيف Doctor Fate مسؤولية ضمان استخدام سلطات نابو للأبد.